# Eng (Altena)
Eng is een buurtschap  in de gemeente Altena in de Nederlandse provincie Noord-Brabant. Het ligt ten oosten van Uitwijk en iets ten noorden van Stenenheul.
Hoofdplaats: Almkerk
Stad: Woudrichem      
Dorpen: Andel · Babyloniënbroek · Drongelen · Dussen · Eethen · Genderen · Giessen · Hank · Meeuwen · Nieuwendijk · Rijswijk · Sleeuwijk · Uitwijk · Veen · Waardhuizen · Werkendam · Wijk en Aalburg

Buurtschappen: Bronkhorst · Buurtje · De Baan · De Hoef · Duizend Morgen · Eng · Hill · Hoekeinde · Keizersveer · Kerkeinde · Kievitswaard · Kille · Korn · Moleneind · Oudendijk · Peerenboom · Schans · Spijk · Stenenheul · Steurgat · Uppel · Vierbannen · Vijcie · 't Zand · Zandwijk

Verdwenen plaatsen: Aartswaarde · Almonde · Eemkerk · Emmikhoven · Gansoyen · Hagoort · Honswijk · Munsterkerk · Muilkerk

Noord-Brabant: Steden en dorpen in Noord-Brabant      Nederland: Provincies · Gemeenten